# Invocation de Bonis
Pour les articles homonymes, voir Invocation (homonymie).
Invocation, op. 5, est une œuvre de la compositrice Mel Bonis, datant de 1887.

## Composition
Mel Bonis compose son Invocation pour voix seule avec accompagnement de piano en 1887. Le texte est celui d'Édouard Guinand. L'œuvre n'est publiée qu'à titre posthume par les éditions Armiane en 2001, puis en 2014.

## Analyse
Le style musical est plutôt léger, tout comme le suggèrent les thématiques de son texte.

## Discographie
- Ombres - Compositrices de La Belle Époque, Laetitia Grimaldi (soprano), Ammiel Bushakevitz (Piano), SKU 5000488, janvier 2022

## Sources
- Étienne Jardin, Mel Bonis (1858-1937) : parcours d'une compositrice de la Belle Époque, 2020 (ISBN 978-2-330-13313-9 et 2-330-13313-8, OCLC 1153996478, lire en ligne)